# Raparna erubescens
Raparna erubescens är en fjärilsart som beskrevs av Bang-haas 1910. Raparna erubescens ingår i släktet Raparna och familjen nattflyn. Inga underarter finns listade.